# Arcen en Velden
Arcen en Velden est une ancienne commune des Pays-Bas de la province du Limbourg.

## Histoire
Arcen, Velden et Lomm furent regroupés et érigés en commune sous le nom de Velden lors de la création des communes néerlandaises. Ce nom fut changé en Arcen en Velden en 1816.
Le 1er janvier 2010, la commune fut supprimée et rattachée à Venlo.

## Géographie
Arcen en Velden était situé sur la rive droite de la Meusen, entre Venlo et Bergen, le long de la frontière allemande. La commune était composée des villages d'Arcen, Velden et Lomm. Sa superficie était de 42,03 km2, dont 1,07 km2 d'étendues d'eau.
Au 1er août 2006, la commune comptait 8 829 habitants.